# Neolosbanus wusheanus
Neolosbanus wusheanus är en stekelart som beskrevs av John M. Heraty 1994. Neolosbanus wusheanus ingår i släktet Neolosbanus och familjen Eucharitidae.
Artens utbredningsområde är Taiwan. Inga underarter finns listade i Catalogue of Life.